# Natura 2000-område nr. 42 Mågerodde og Karby Odde
Natura 2000-område nr. 42 Mågerodde og Karby Odde er et område på vestsiden af øen Mors i Limfjorden i Morsø Kommune. Området består af kystnære lavvandede fjordområder med en kystlinie mod Limfjorden på ca. 20 km. Området er beliggende i den sydlige del af Dragstrup Vig og i den østlige del af Visby Bredning, hvori Karby Vig, Karby Odde og Mågerodde er inkluderet.
Naturplanområdet har et areal på 497 hektar, og er udpeget som EU-habitatområde og fuglebeskyttelsesområde. Af det samlede areal består 160 ha af hav, medens 337 ha er land: 294 ha af arealet omfattet af naturbeskyttelseslovens § 3, hvoraf 231 ha er strandeng; 4 ha er nåleskov.
Området består af kystnære arealer langs den sydvestlige del af Mors. I området forekommer relativt store arealer af større lavvandede bugter og vige samt af strandenge, som ligger ved foden af den gamle kystskrænt ved Limfjorden.
Af andre vigtige naturtyper må især nævnes kystlaguner og strandsøer, der ligger på strandengene, samt kalk- og sure overdrev og mindre arealer med rigkær og kildevæld. Et af kildevældende har tidligere
huset en bestand af den sjældne mos blank seglmos, men denne er ikke genfundet de senere år.
Området er en værdifuld fuglelokalitet for især ynglefuglene klyde, havterne og dværgterne og mulige ynglepar af den truede art almindelig ryle(rylen er dog ikke på udpegningsgrundlaget), samt
for trækfuglene lysbuget knortegås og hjejle. For lysbuget knortegås findes hele verdensbestanden i Danmark i forårsmånederne. Ved Mågeodde ejes et område på ca. 60 hektar af Aage V. Jensen Naturfond og der er etableret stier i området .
Natura 2000-planen er vedtaget i 2011, hvorefter kommunalbestyrelserne
og Naturstyrelsen udarbejdede bindende handleplaner for
gennemførelsen af planen.  Planen videreføres og videreudvikles i senere planperioder. 
Natura 2000-planen er koordineret med vandplanen 1.2 Limfjorden.